# Février 1899

## Événements
- Canada : les Victorias de Montréal remportent leur dernière coupe Stanley contre les Victorias de Winnipeg.
- Fin février, les forces armées américaines obligent les indépendantistes philippins à s’enfuir. Emilio Aguinaldo déclenche un mouvement de guérilla contre les États-Unis. Il propose l’indépendance dans le cadre d’un protectorat américain, mais sa proposition est refusée.
- Agitation étudiante ; manifestations et grèves en Russie.

- 1er février : le général Terencio Sierra est élu président de la République du Honduras (fin en 1903). Succédant à l’écrivain Policarpe Nonilla, il va s’attacher à régler les problèmes de frontière du Honduras avec le Nicaragua. Comme ses prédécesseurs, il confortera le pouvoir des caudillos agissant dans l’intérêt de l’oligarchie conservatrice.

- 3 février : manifeste impérial annonçant la prééminence des lois de l’Empire russe sur la législation finlandaise. Russification de la Finlande (Nikolaï Ivanovitch Bobrikov).

- 4 - 5 février : bataille de Manille. La république des Philippines déclare la guerre aux États-Unis (1899-1902). Les États-Unis envoient 70 000 soldats aux Philippines.

- 10-14 février : le grand blizzard de 1899 aux États-Unis fait une centaine de morts.

- 12 février : l’Espagne vend les Carolines, les îles Mariannes et les Palaos à l’Allemagne. Le chancelier von Bülow déclarera que ces archipels seraient « les colonnes et les contreforts » du nouvel empire colonial allemand.

- 16 février, France : mort du président Félix Faure

- 18 février, France : Émile Loubet président de la République, succède à Félix Faure. Il est coopté par défaut par les radicaux et les socialistes, qui l’ont préféré à Jules Méline, jugé pas assez anticlérical. Il passe pour l’homme de la gauche aux yeux des nationalistes. Des tracts anonymes le désignent comme « élu des Juifs », car il soutient Alfred Dreyfus (fin de sa présidence en 1906).

- 23 février, France : Paul Déroulède, chef de la Ligue des patriotes, antidreyfusard, tente un coup d’État.

- 25 février, France : création officielle de l'entreprise Renault, constructeur d'automobiles.

## Naissances
- 14 février : 
  - Hervé Deniel, lutteur français († 11 décembre 1951).
  - Lovro von Matačić, chef d'orchestre croate († 4 janvier 1985).
- 23 février : Erich Kästner, écrivain allemand († 29 juillet 1974).
- 24 février : Helmut Kolle, peintre allemand († 17 novembre 1931).
- 27 février : 
  - Charles Best, scientifique.
  - Pierre Picault, militaire français († 20 novembre 2008).

## Décès
- 3 février : Geert Adriaans Boomgaard, ancien soldat napoléonien d'origine néerlandaise, a été reconnu internationalement comme l’être humain le plus vieux du monde.
- 5 février : « El Ecijano » (Juan Jiménez Ripoll), matador espagnol (° 24 juin 1858).
- 10 février : Archibald Lampman, poète.
- 16 février : Félix Faure, président de la République française (° 1841).
- 18 février : Sophus Lie, mathématicien norvégien (° 1842).
- 23 février : Guillaume Wintz, artiste peintre allemand naturalisé français (° 19 octobre 1824).